# アマドコロ属
アマドコロ属（アマドコロぞく、学名 Polygonatum）は、キジカクシ科（Asparagaceae）の1属。別名ナルコユリ属。

## 名称
学名 Polygonatum は「多くの膝」という意味で、長く連なる地下茎のことである。
英語では Solomon's seal（ソロモンの印章）と総称する。語源には諸説あるが一説に、地下茎の断面が印章に似るからという
。

## 分布
北半球の亜熱帯・温帯から極地にかけて分布する。

## 特徴
葉序は、近縁種が互生なのに対し、アマドコロ属は互生、輪生、対生が混在している。節で言えば、sect. Verticillata は各種混在しており、sect. Sibirica は輪生、sect. Polygonatum は互生である。近縁種を含めた祖先形は互生であろうが、アマドコロ属の祖先形が何かははっきりしない。

## 分類
アマドコロ属はこの科で最大の属で、約57種～約63種 が属す。63種中、20種が中国固有種である。
Tamura (1993) によると、アマドコロ属は、sect. Verticillata と sect. Polygonatum の2節に分かれる。しかし系統的には、sect. ata は基底的な側系統である。一方、進化的な sect. Polygonatum は、2つの単系統からなる多系統で、ほとんどの種を含む大きな系統と、少なくとも1種 Polygonatum fanchetii からなる小さな系統からなる。
Meng (2014) は、この sect. ata から sect. Sibirica を分離し（また Polygonatum fanchetii を適切な節に移し）、3つの単系統節に整理した。
一方、Tang (1978) はアマドコロ属を7列 (series) に分類した。のちの Tamura の分類と対比させると、sect. Verticillata が5列、sect. Polygonatum が2列に対応する。しかしこの分類も、少なくとも2つの大きな列 ser. Verticillata と ser. Alternfolia が非単系統である。
アマドコロ属に近縁な属は Disporopsis と Heteropolygonatum である。

## 主な種
大きく Meng (2014) による3節に分け、それらをさらに、Tang (1978) の列におおよそ対応する単系統に細分した。
- sect. Verticillata （sect. Sibirica を除く）
  - ser. Verticillata の一部と ser. Kingiana
    - Polygonatum stenophyllum クルマバナルコユリ
    - Polygonatum kingianum

  - ser. Alternfolia の一部 （以前は sect. Polygonatum の一部）
    - Polygonatum franchetii

  - ser. Oppositifolia
    - Polygonatum griffithii
    - Polygonatum cathcartii
    - Polygonatum oppositifolium

  - ser. Verticillata の一部
    - Polygonatum verticillatum

  - ser. Punctata
    - Polygonatum punctatum

  - ser. Verticillata の一部と ser. Hookeriana
    - Polygonatum cirrhifolium
    - Polygonatum hirtellum
    - Polygonatum prattii
    - Polygonatum hookeri
    - Polygonatum zanlanscianense
    - Polygonatum roseum
- sect. Sibirica （以前は sect. Verticillata の一部）
  - ser. Verticillata の一部
    - Polygonatum sibiricum カギクルマバナルコユリ
- sect. Polygonatum
  - ser. Alternfolia の一部と ser. Bracteata
    - Polygonatum cyrtonema
    - Polygonatum arisanense アリサンアマドコロ
    - Polygonatum multiflorum
    - Polygonatum acuminatifolium ヒナヨウラク
    - Polygonatum falcatum ナルコユリ
    - Polygonatum odoratum アマドコロ
    - Polygonatum inflatum ミドリヨウラク
    - Polygonatum biflorum
    - Polygonatum pubescens
    - Polygonatum desoulavyi
    - Polygonatum filipes
    - Polygonatum lasianthum ミヤマナルコユリ
    - Polygonatum involucratum ワニグチソウ
    - Polygonatum humile ヒメイズイ